# Наби (группа)
«Наби́» (фр. Nabis от др.-евр.  נביא‬ — «пророк», «избранный»; отдельные участники группы известны как наби́ды) — французская художественная группа, основана Полем Серюзье в Париже в 1888 году с целью «плодотворного развития символического синтетизма Поля Гогена». Набиды представляли собой одно из течений французского постимпрессионизма и символизма в искусстве конца XIX — начала XX веков.

## Общая характеристика

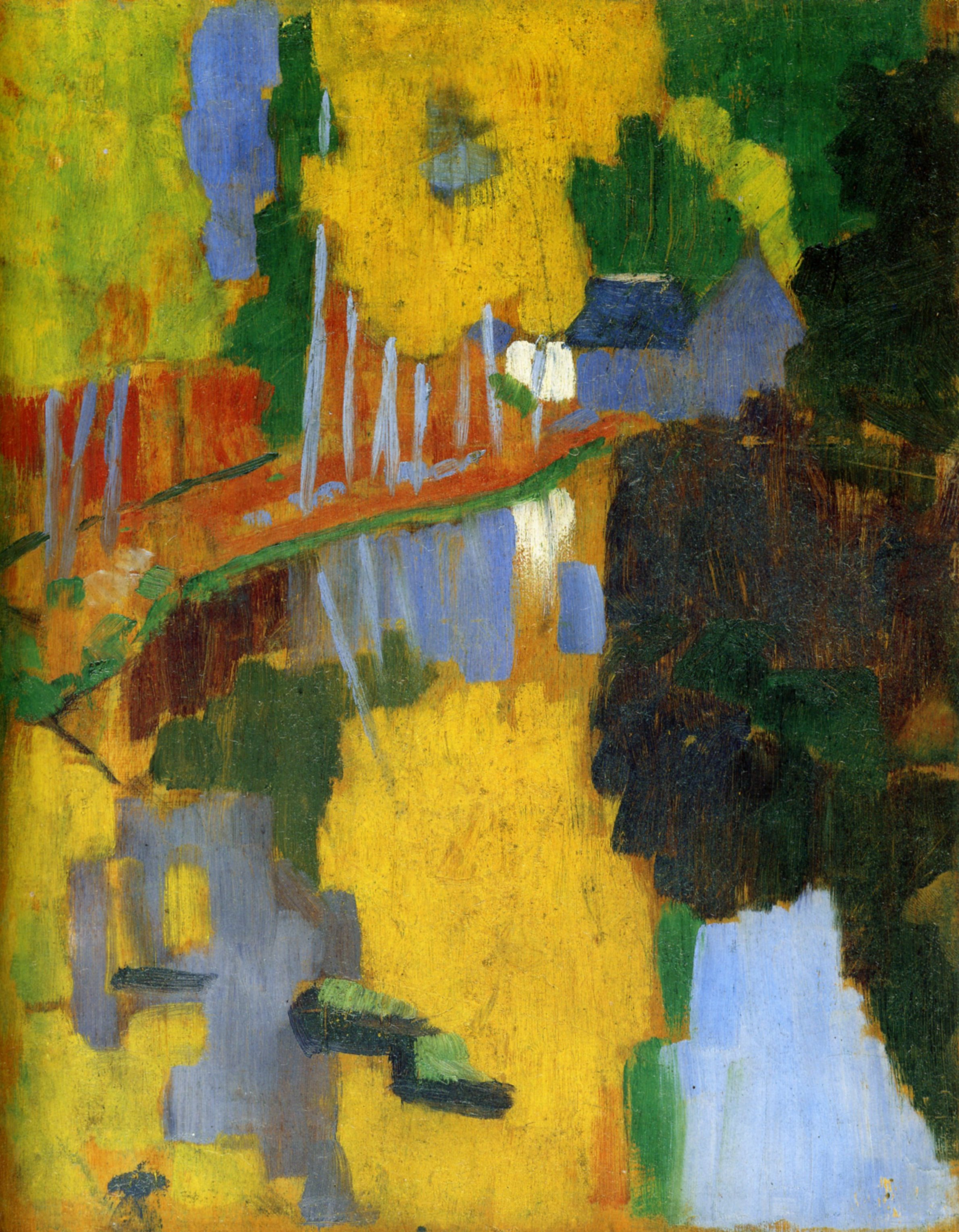
Поль Серюзье. Талисман. 1888. Музей Орсе, Париж

Название группы придумал поэт, представитель парнасской школы, символист Анри Казалис. В группу входили живописцы Морис Дени, Эмиль Бернар, Пьер Боннар, Кер-Ксавье Руссель, Жан Эдуар Вюйар, Поль Серюзье, Этьен Террюс, график и живописец Феликс Валлотон, священник и живописец Ян Веркаде, рисовальщик, живописец и писатель Анри-Габриэль Ибель и другие. Идейным вдохновителем группы, наряду с Полем Серюзье, был Морис Дени. Бернар, Веркаде, Дени и Серюзье работали ранее с Гогеном в Понт-Авене. Несколько позднее к группе присоединились Поль Рансон, скульптор Аристид Майоль, занимавшийся в то время живописью и гобеленом, венгерский живописец Йожеф Риппл-Ронаи, скульптор Жорж Лакомб, датский художник Могенс Баллин. Друзья проработали вместе около десяти лет. Последняя выставка набидов состоялась в Париже в 1899 году.
Основу искусства набидов составил поздний стиль Поля Гогена и клуазонизм понт-авенской группы. Художники создали своеобразный вариант изобразительного символизма. Их творчество близко литературному символизму, но характеризуется главенством цветового начала, пластики линий, декоративной обобщенностью форм, мягкой музыкальностью ритмов, плоскостной стилизацией мотивов искусства разных этнических культур: французского народного искусства, японской гравюры, африканской скульптуры, итальянских «примитивов». Художников объединял спиритуализм, увлечение религиозной философией, музыкой, поэзией, эзотерическими учениями Востока. В эти годы в Париже была популярна книга Э. Шюре «Великие Посвящённые» (1899). Каждую субботу члены «Наби» собирались на Бульвар-дю-Монпарнас в квартире Рансона и его жены, Мари-Франсуа. Мастерскую Рансона именовали «храмом». Художники рядились в экзотические одежды. Рансон придумал для членов группы «тайные имена» и появлялся перед ними в специально сшитом «костюме пророка». В кругу «пророков» были приняты игра в древнегреческую, иудаистскую и масонскую символику.
Морис Дени призывал к «абсолютной гармонии математического формализма». Избрав объектом размышления творчество Пюви де Шаванна, Дени приходит к выводу, что роль художника заключается не в рабском подражании природе, а в «визуализации» грёз (статья в журнале «Искусство и критика», 1890). Под влиянием восточного искусства, в частности, японской гравюры, художники увлекались декоративным творчеством. В этом отношении характерно высказывание Поля Серюзье: «нет картин, есть только декор»). Восторгаясь «христианским спиритуализмом» и «религиозным подвигом» С. Боттичелли, как истовый католик в 1896 году Морис Дени опубликовал «Заметки о религиозной живописи» («Notes sur la peinture religieuse»). В 1898 году совершил первую поездку в Рим. В изданных позднее «Теориях» (1913) Дени излагал концепцию «музыки линий», прибегая к аналогиям музыкального творчества Клода Дебюсси. В 1919 году Дени вместе с живописцем, мистиком и символистом Жоржем Девальером (1861—1950) основал «Ателье Священного Искусства» (Ateliers d’Art Sacre). Как и другие художники группы, Морис Дени сотрудничал в журнале «Ревю Бланш» (La Revue Вlanche). Опубликовал несколько эссе: «Искусство Рима или классический метод» («Les arts à Rome ou la méthode classique», 1898), «Влияние Поля Гогена» («L’influence de Paul Gauguin», 1903), «Национальная реакция» («La réaction nationaliste», 1905), «Сезанн» («Cézanne», 1907), «От Гогена и Ван Гога к классицизму» («De Gauguin et Van Gogh au classicisme», 1909). В начале 1904 года Морис Дени совершил вторую поездку в Италию. Через призму христианской традиции Дени обратился к античности, а его теория имела значение декларации неоклассического течения в искусстве модерна. Поздние произведения Дени можно отнести к модернизированному неоклассицизму.
Поль Серюзье получил классическое образование, он обладал многими талантами: писал стихи и пьесы, изучал философские учения Востока, древнееврейский и арабский языки. Он был религиозным человеком, но склонялся к восточному мистицизму и пантеизму, называя свою веру «новым синтетизмом». Изучая историю архитектуры и, в частности, способы пропорционирования, Серюзье стремился отыскать «комплекс правил», отражающих «божественное начало творчества». В книге «Азбука», или «АВС живописи» («ABC de la peinture», 1921) Серюзье доказывал, что искусство «как способ связи с невыразимым», тем не менее, представляет собой «конструкцию, выведенную из теорем», а в основе всех великих произведений искусства присутствует «универсальный художественный праязык», тождественный «почерку Творца». Этот язык проявляется в изобразительном искусстве, музыке, математике, поэзии и философии.
Эта странная смесь модернизма, ориентализма, антикизирующего классицизма и католического мистицизма характеризует творчество главных набидов. Поль Рансон увлекался философией, теософией и мистикой. Именно им было предложено введение «языка Наби», на котором члены группы должны были общаться. Самого Рансона называли «еще более японским наби, чем японский наби». В отношении произведений других членов группы часто используют термин «интимизм». Скульптор Жорж Лакомб использовал элементы наивного и примитивного искусства, приёмы стилизации в резьбе по дереву, восходящие к архаике романского искусства, в частности скульптуры бургундской школы.
Для произведений Серюзье, Дени, Русселя характерны религиозно-мистические настроения, художники искали покой и творческое удовлетворение в природе Бретани. В то же время Боннар, Вюйяр и Валлоттон погружались в бурную жизнь столицы и стремились в своём искусстве запечатлеть дух эпохи. Противоречия между этими двумя группами художников достигли апогея на выставке в галерее Дюран-Рюэля в 1899 году. Отныне каждый из набидов пойдёт в искусстве собственной дорогой. Однако на всю оставшуюся жизнь между художниками сохранятся дружеские отношения — те, которые когда-то легли в основу их творческого союза.

## Декоративное искусство
Набиды стремились к объединению разных видов искусства, что характерно для эстетики периода модерна. Их интересовал символистский театр, искусство керамики, витража, гобелена, книжной графики, театральной афиши и плаката. Художники группы сотрудничали с коммерсантом Зигфридом Бингом и тем самым принимали непосредственное участие в развитии декоративного искусства стиля ар-нуво. Несмотря на свой эстетизм и элитарность, художники стремились уничтожить границу между искусством и обычной жизнью, в частности — различия между декоративным искусством и традиционной станковой живописью. Так они превращали эстетизм в панэстетизм. Большая часть произведений прикладного искусства, созданных членами группы, была разработана специально для украшения жилых интерьеров, салонов и гостиных. Набиды создавали каминные экраны, декоративные росписи, картоны для комнатных шпалер и бумажных обоев, посуду, проекты светильников и украшений мебели, эскизы театральных декораций и костюмов, афиши и рекламные плакаты.
Пол Рансон в сотрудничестве с бельгийским архитектором, одним из родоначальников стиля ар-нуво, Анри Ван де Велде, создал росписи столовой владельца художественной галереи «Модерн» Зигфрида Бинга. Посетивший Соединённые Штаты Америки и вдохновлённый работами Луиса Тиффани, Бинг пригласил художников Наби представить свои варианты проектов комнатных витражей. Руссель, Вюйар, Валлоттон, Рансон, Дени, Боннар и Ибель разработали проекты, которые в апреле 1895 года были выставлены в Национальном художественном обществе, но в материале витражи так и не были изготовлены. Позднее Морис Дени продолжал создавать эскизы витражей на символические темы, с изысканной пластикой линий и яркими цветами Эдуар Вюйар в 1895 году разработал серию фарфоровых тарелок с изображениями женских фигур в модных платьях, утопающих в цветочных узорах. Эти произведения были выставлены на открытии галереи «Дом Нового искусства» (Maison de l’Art Nouveau) З. Бинга в декабре 1895 года

## Персоналии
- Пьер Боннар (1867—1947), очень японский наби
- Морис Дени (1870—1943), наби прекрасных икон
- Максим Детома (1869—1929),
- Мейер Де Хан (1852—1895), голландский наби
- Рене Жорж Херманн-Поль (1864—1940)
- Анри-Габриэль Ибель (1867—1936), наби-журналист
- Жорж Лакомб (1868—1916), наби-скульптор
- Люнье-По (1869—1940)
- Аристид Майоль (1861—1944)
- Поль Рансон (1864—1909), более японский наби, нежели японский наби
- Йожеф Рипль-Ронаи (1861—1927), венгерский наби
- Кер-Ксавье Руссель (1867—1944)
- Поль Серюзье (1864—1927), наби со сверкающей бородой
- Маргарита Серюзье, значимый художник-декоратор, жена Поля Серюзье;
- Феликс Валлоттон (1865—1925), наби-иностранец
- Ян Веркаде (1868—1946), обелископодобный наби
- Эдуар Вюйар (1868—1940), наби-зуав

## Галерея

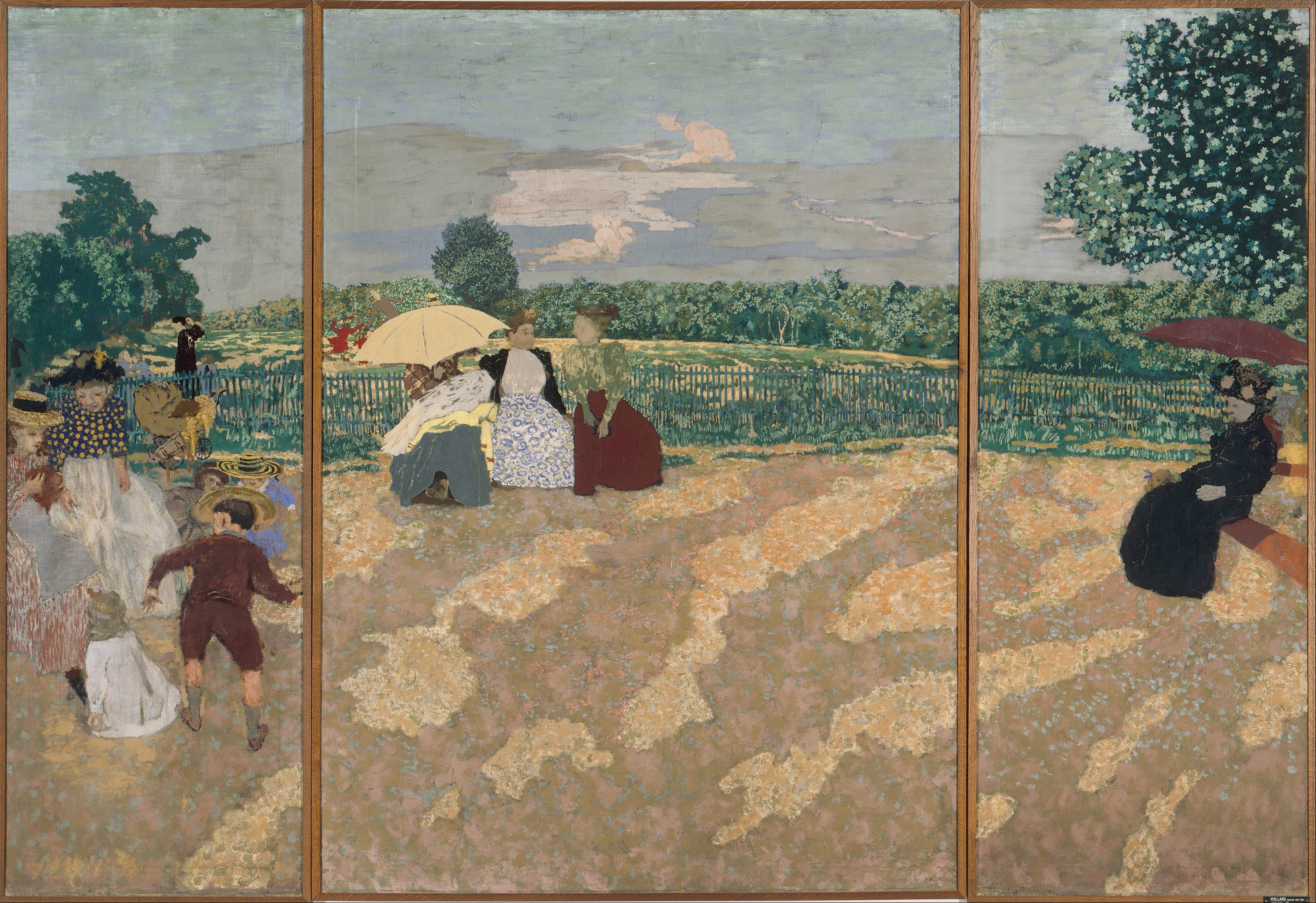
Эдуар Вюйяр. Общественный сад. Декоративный экран. 1895
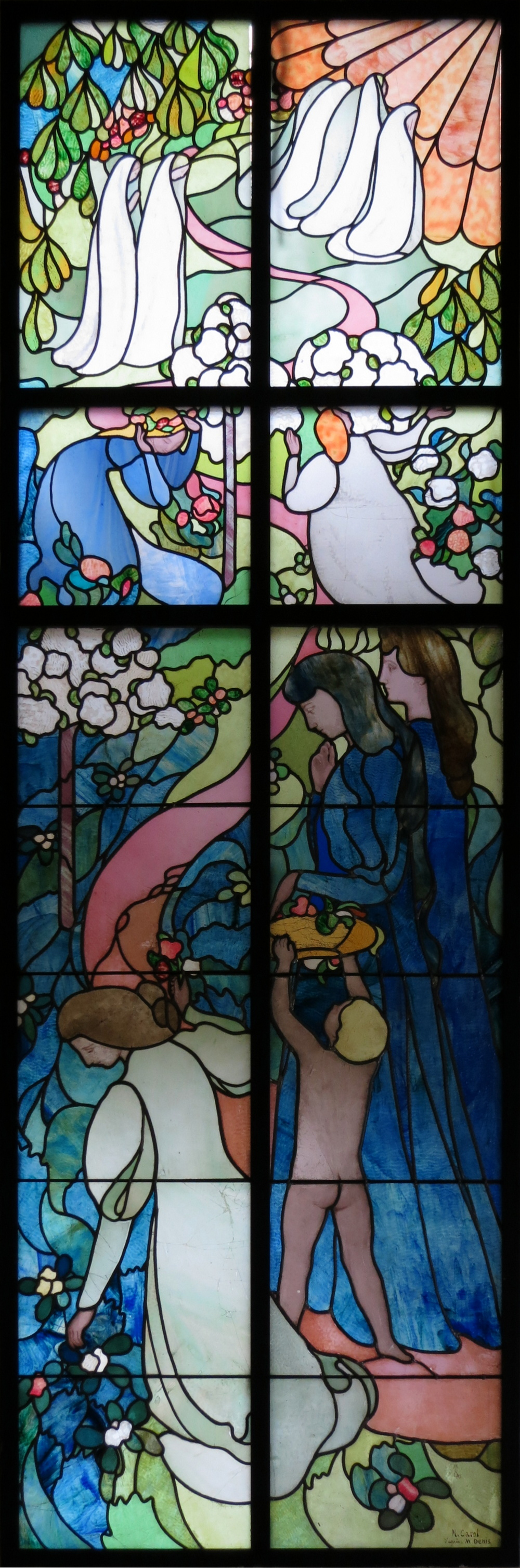
Морис Дени. Путь жизни. Витраж. 1895
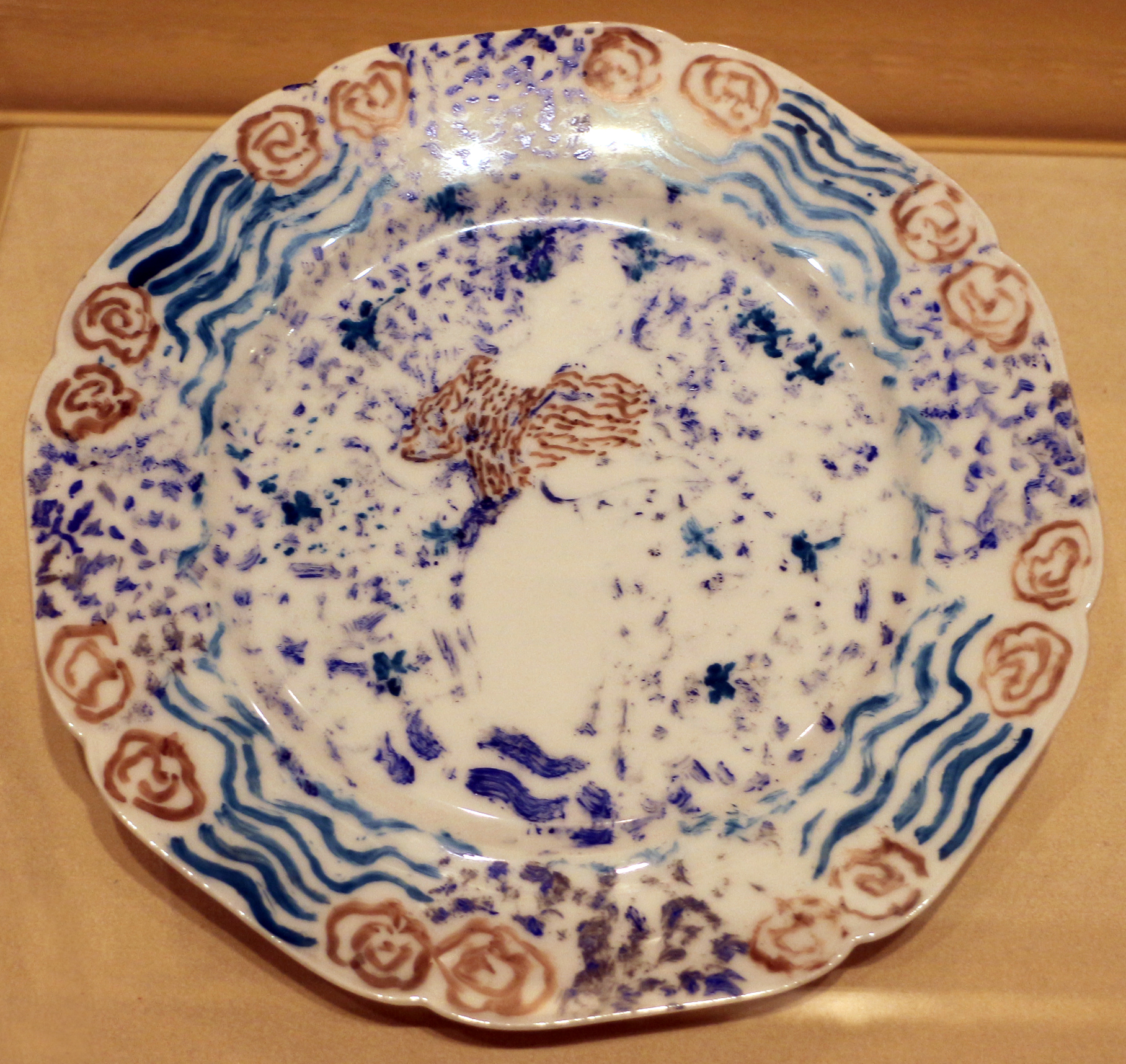
Эдуар Вюйар. Тарелка с изображением женщины в полосатой блузке. 1895
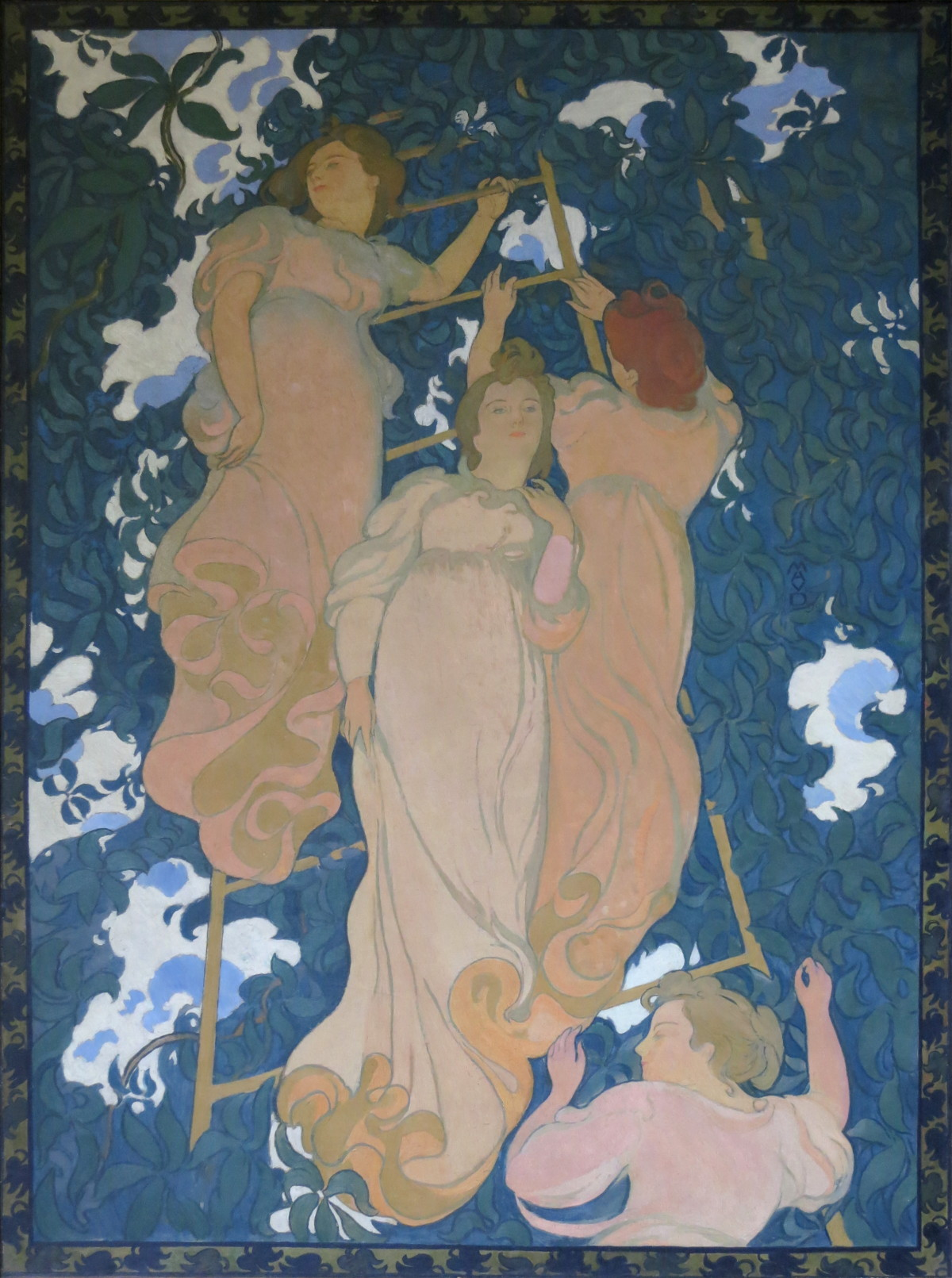
Морис Дени. Лестница в листве. Роспись плафона дома Анри Лёроля. 1892